# Traité de Pavie (1617)
Ne doit pas être confondu avec Traité de Pavie (1329).
Le traité de Pavie est un acte juridique signé à Pavie le 9 octobre 1617, entre les représentants de l'empire espagnol et le duché de Savoie.

## Terme de l'accord
Au terme de cet accord, la Savoye revient aux duchés du Montferrat et de Mantoue. De plus, il pose les bases d'une paix - précaire - entre le duché de Savoie et le duché de Milan.